# Acalypha aspericocca
Acalypha aspericocca é uma espécie de flor do gênero Acalypha, pertencente à família Euphorbiaceae.